# Harry Gruyaert
Harry Gruyaert (Antwerpen, 25 augustus 1941) is een Belgische fotograaf. Hij is sinds 1981 aangesloten bij Magnum Photos.

## Biografie
Harry Gruyaert studeerde van 1959 tot 1962 aan het Institut national de radioélectricité et cinématographie (INRACI) in Brussel. Na de opleiding begon hij een carrière in de televisie- en modewereld, tot hij zich eind jaren 60 aan de fotografie wijdde. Hij ging naar New York en vervolgens Londen, waar hij zijn belangrijke reeks aanvangt: TV Shots.
In 1969 maakte hij een reis naar Marokko. Parallel met talloze reizen voor verschillende reportages begon hij vanaf het begin van de jaren 70 tot aan het einde van de jaren 80 een persoonlijk werk over België. In 1976 won hij de Kodak-prijs. In 1981 werd hij geassocieerd lid van Magnum Photos. In 1986 verkreeg hij volwaardig lidmaatschap. Sinds de jaren 2000 werkt hij met digitale fotografie.
- Bibsys: 1459181432067
- Biblioteca Nacional de España: XX959568
- Bibliothèque nationale de France: cb123154819 (data)
- Catàleg d'autoritats de noms i títols de Catalunya: 981058508761506706
- Gemeinsame Normdatei: 119532328
- International Standard Name Identifier: 0000 0000 8389 971X
- Library of Congress Control Number: n79006138
- Nationale Bibliotheek van Tsjechië: xx0278757
- Nationale Bibliotheek van Israël: 987008116377305171
- Nederlandse Thesaurus van Auteursnamen: 080463673
- PIC: 285130
- RKD-Nederlands Instituut voor Kunstgeschiedenis: 34363
- Système universitaire de documentation: 03205128X
- Museum of New Zealand Te Papa Tongarewa: 5102
- Trove: 1144897
- Union List of Artist Names: 500269652
- Virtual International Authority File: 66534468
- WorldCat: E39PBJghrXhJ3Cphx37YwwpQMP